# أوليغ ماسكايف
أوليغ ماسكايف (الروسية: Маскаев, Олег Александрович) مواليد 2 مارس 1969 في طراز، الاتحاد السوفيتي، هو ملاكم روسي يصنف ضمن فئة الوزن الثقيل. حقق بطولة المجلس العالمي للملاكمة.

## إحصائيات
خاض خلال مسيرته 46 نزالا، فاز في 39 ولم يتعادل وخسر في 7. فاز بالضربة القاضية في 28 نزالا.

## روابط خارجية
- أوليغ ماسكايف على موقع بوكس ريك (الإنجليزية) (registration required)